# Гаррі Нельсон Пільсбері
Гаррі Нельсон Пільсбері (нар. 5 грудня 1872 — пом. 17 червня 1906) — один з провідних шахістів на межі XIX-XX століть. У віці 22 років він виграв один з найсильніших турнірів того часу Гастінґс 1895, але хвороба і рання смерть завадили йому претендувати на звання чемпіона світу з шахів.

## Біографія

### Дитинство і початок кар'єри
Пільсбері народився в Сомервілі (штат Массачусетс), 1894 року переїхав до Нью-Йорка і 1898 до Філадельфії.
1890 року, після лише двох років тренувань, Пільсбері переміг відомого гравця Г. Н. Стоуна. У квітні 1892 переміг у матчі з двох ігор чемпіона світу Вільгельма Стейніца, який дав йому фору пішака. Зірка Пільсбері зійшла швидко й невдовзі вже жоден гравець у Нью-Йорку не міг скласти йому конкуренцію.

### Гастінґс 1895
Шаховий клуб Брукліна спонсорував його подорож до Європи, щоб взяти участь у можливо найсильнішому турнірі того часу Гастінґс 1895. Пільсбері став знаменитістю у себе вдома й за кордоном вигравши цей турнір, попереду тодішнього чемпіона світу Емануеля ласкера, колишнього чемпіона світу Вільгельма Стейніца, нещодавніх претендентів на цей титул Михайла Чигоріна та Ісидора Ґунсберґа, майбутніх претендентів Зіґберта Тарраша, Карла Шлехтера і Давида Яновського.
Динамічна гра Пільсбері впродовж турніру допомогла популяризувати ферзевий гамбіт у 1890-х роках. Наприклад, цей дебют він використав у переможній грі проти Зіґберта Тарраша.

### Санкт-Петербург 1895
Його наступний великий турнір відбувся того самого року в Санкт-Петербурзі. Це був шестираундовий турнір за круговою системою у якому брали участь четверо з п'яти перших місць Гастінґса (крім Тарраша). Можливо саме перед цим турніром Пільсбері заразився сифілісом. Хоча він і лідирував після першого кола, але набрав лише 1½/9 через сильні головні болі у другому. У четвертому колі програв у вирішальній партії Ласкеру. На думку Гаррі Каспарова, якби Пільсбері переміг у тій партії, він би виграв турнір і претендував би на матч за шахову корону проти Ласкера.

### Чемпіон США 1897
Попри слабке здоров'я, Пільсбері переміг у матчі проти Джексона Шовальтера 1897 року і таким чином відібрав у того титул чемпіона США, який утримував до своєї смерті 1906 року.

### Смерть
Захворювання на сифіліс завадило Пільсбері реалізувати свій потенціал і можливо стати чемпіоном світу. 1906 року ліг у шпиталь у Філадельфії й там помер. Похований на цвинтарі Лорел Гілл в місті Редінг (штат Массачусетс).

## Здатність грати наосліп
Пільсбері дуже добре грав у шахи наосліп, а також міг грати одночасно в шашки шахи й віст, при цьому декламуючи довгий список слів. Його рекорд становив 22 одночасні гри наосліп у Москві 1902 року. Однак ще більшим досягненням є гра у Ганновері проти 21 шахіста +3−7=11. У тому матчі проти нього грали учасники побічного турніру, переможець якого здобував титул майстра. Бувши юнаком Едвард Ласкер грав проти Пільсбері у сеансі наосліп у Бреслау й потім пригадував у книзі Chess Secrets I learned from the Masters : 
Але невдовзі стало очевидно, що я програю партію, хоча я й грав дуже спокійно. Пільсбері показав чудовий результат, вигравши 13 партій наосліп із 16, звівши дві внічию і програвши лише одну. Він грав дуже сильно і не припускався помилок [в пригадуванні позицій]. Образ Пільсбері, що сидить спокійно в кріслі спиною до суперників, випалює одну сигару за іншою, і рішуче відповідає на ходи опонентів після недовгих роздумів, виник у мене перед очима через 30 років, коли я був суддею на подібному матчі Олександра Алехіна на всесвітній виставці в Чикаго. Алехін грав проти 32 гравців і це було світовим рекордом. Хоча Алехін і показав чудовий результат, але він припустився багатьох помилок і його гра й наполовину не вразила мене так, як гра Пільсбері в Бреслау
.